# Munroa
Munroa là một chi thực vật có hoa trong họ Hòa thảo (Poaceae).

## Loài
Chi Munroa gồm các loài: